# 이서영 (1994년)
이서영(1994년 6월 27일 ~ )은 대한민국의 뮤지컬 배우, 가수이다. 2014년 걸 그룹 헬로비너스의 멤버로 데뷔해 활동했으며, 2020년부터는 뽀미 언니로서 《뽀뽀뽀》 시리즈를 진행하고 있다.

## 뮤지컬
- 2022년 인간의 법정 - 오미나/카운슬러 역
- 2022년 말리의 어제보다 특별한 오늘 - 서말리 역
- 2022년 넥스트 투 노멀 - 나탈리 역
- 2021년 원더티켓 - 해나 역
- 2019년 ~ 2020년 위대한 개츠비 - 데이지 뷰캐넌 역
- 2019년 NEW 달을 품은 슈퍼맨 - 써니 역
- 2019년 ~ 2020년 사랑은 비를 타고 - 미리 역

## 진행 프로그램
- 2021년 ~ 현재 MBC 뽀뽀뽀 좋아좋아 - 뽀미 언니 역
- 2020년 ~ 2021년 MBC 뽀뽀뽀 친구친구 - 뽀미 언니 역

## 앨범
- 2018년 FM201.8-03Hz : 너에게 달려